# 東京国際工科専門職大学の人物一覧
東京国際工科専門職大学の人物一覧は東京国際工科専門職大学に関係する人物の一覧記事。

## 著名な教職員
- 中谷日出（デジタルエンタテインメント学科教授） - コミュニケーション論・記号論
- 吉川弘之（学長） - 精密工学・一般設計学
- 渡部健司（デジタルエンタテインメント学科教授） - 映像論・デジタル映像表現技法応用